# Теленовини (фільм)
Теленовини (англ. Broadcast News) — американська комедія 1987 року.

## Сюжет
Том Гранік — ведучий телевізійних новин, абсолютно позбавлений інтелекту, зате володіє нестримною енергією. Його суперник Аарон Альтман — досвідчений та честолюбний репортер. Ці двоє змушені щодня вести війну по той бік камери. У центрі їх протистояння знаходиться продюсер Джейн Крейг, яка повинна вибрати одного з них.

## У ролях
| Актор              | Роль             |
| ------------------ | ---------------- |
| Вільям Гарт        | Том Гранкі       |
| Альберт Брукс      | Аарон Альтман    |
| Голлі Гантер       | Джейн Крейг      |
| Роберт Проскі      | Ерні Мерімен     |
| Лоїс Чайлз         | Дженніфер Мак    |
| Джоан К'юсак       | Блер Літтон      |
| Пітер Гакес        | Пол Мур          |
| Крістіан Клеменсон | Боббі            |
| Джек Ніколсон      | Білл Роріш       |
| Роберт Катімс      | Мартін Клейн     |
| Ед Вілер           | Джордж Вейн      |
| Стівен Менділло    | Джеральд Гранкі  |
| Кімбер Шуп         | молодий Том      |
| Дуейн Маркі        | молода Аарон     |
| Дженні Джеймс      | молода Джейн     |
| Лео Берместер      | тато Джейн       |
| Емі Брукс          | Еллі Меріман     |
| Джейн Велч         | Енн Меріман      |
| Джонатан Беня      | Кліффорд Альтман |
| Френк Даблдей      | найманець        |
| Джон К'юсак        | злий кур'єр      |